# Baphia breteleriana
Baphia breteleriana är en ärtväxtart som beskrevs av Michael O. Soladoye. Baphia breteleriana ingår i släktet Baphia och familjen ärtväxter. Inga underarter finns listade i Catalogue of Life.